# 三吡唑基硼氢化钾
三吡唑基硼氢化钾是一种化合物，化学式为C9H10BKN6，可简写为KTp。它是白色晶体，可溶于极性有机溶剂，如醇、水等。它可由硼氢化钾和吡唑反应制得，反应不需要溶剂。
KBH4 + 3 pzH → KTp + 3 H2

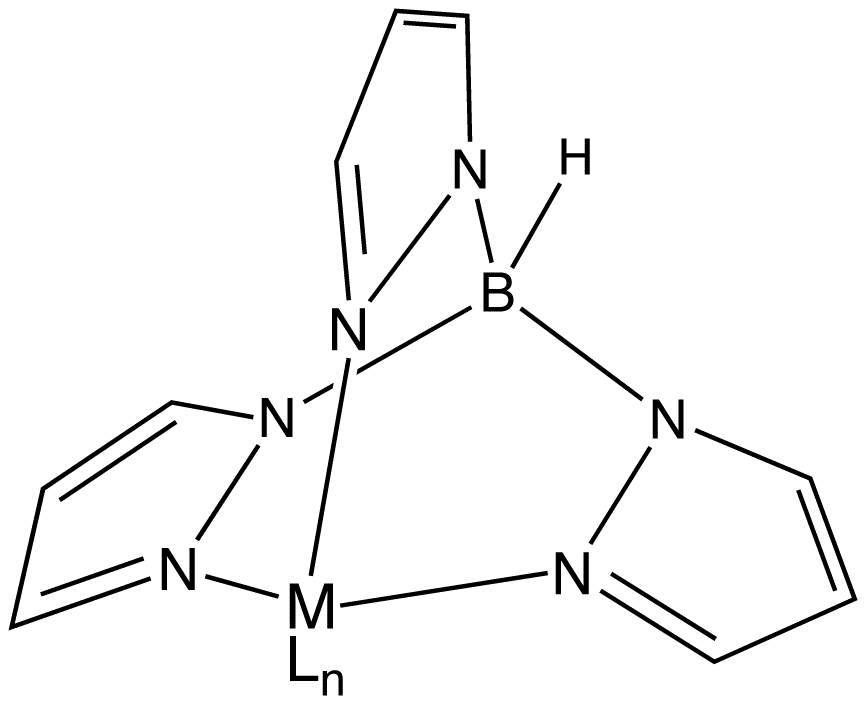
Tp配体连接至金属中心，形成的ML_{n}配合物的理想化结构。

它可以和第一行的过渡金属反应，得到八面体配合物MTp2。它也可以形成1:1的配合物，如：
KTp+Mo(CO)6→K[TpMo(CO)3 ]+ 3CO
K[TpMo(CO)3]和亚硝酸正丁酯反应，得到中性的橙色配合物TpMo(CO)2NO。
K[TpMo(CO)3]+ BuONO→TpMo(CO)2NO+CO+KOBu